# Braki (gromada)
Braki – dawna gromada, czyli najmniejsza jednostka podziału terytorialnego Polskiej Rzeczypospolitej Ludowej w latach 1954–1972.
Gromady, z gromadzkimi radami narodowymi (GRN) jako organami władzy najniższego stopnia na wsi, funkcjonowały od reformy reorganizującej administrację wiejską przeprowadzonej jesienią 1954 do momentu ich zniesienia z dniem 1 stycznia 1973, tym samym wypierając organizację gminną w latach 1954-1972.
Gromadę Braki z siedzibą GRN w Brakach utworzono – jako jedną z 8759 gromad na obszarze Polski – w powiecie sochaczewskim w woj. warszawskim, na mocy uchwały nr VI/10/4/54 WRN w Warszawie z dnia 5 października 1954. W skład jednostki weszły obszary dotychczasowych gromad Dębsk, Dębsk Nowy, Kozłów Szlachecki i Kozłów Szlachecki Nowy "A" ze zniesionej gminy Kozłów Biskupi oraz obszary dotychczasowych gromad Braki, Wesoła i Złota ze zniesionej gminy Rybno w tymże powiecie. Dla gromady ustalono 17 członków gromadzkiej rady narodowej.
31 grudnia 1959 z gromady Braki wyłączono wsie Wesoła i Złota, włączając je do gromady Rybno w tymże powiecie, po czym gromadę Braki zniesiono a jej (pozostały) obszar włączono do gromady Zakrzew tamże.